# Herningvej (motortrafikvej)
|  | Denne artikel beskriver en fremtidig begivenhed Denne artikel eller sektion handler om planlagt eller forventet fremtidig begivenhed. Der kan forekomme spekulativ information, og indholdet kan ændres dramatisk når begivenheden nærmer sig og mere information bliver tilgængelig. |

 Herningvej er en foreslået 2+1 sporet motortrafikvej mellem den eksisterende motortrafikvej Haderup Omfartsvej og Bærs syd for Skive. 
Vejen er en udvidelse af den eksisterende hovedlandevej primærrute 34 der går mellem Herning og Skive.
Vejen starter i Haderup Omfartsvej og føres mod nord, den passerer Tingvej/ Trevældvej hvor der bliver etableret et hankeanlæg. Den fortsætter derefter vest for Trandum og passerer Hjelmvej hvor der bliver etableret et hankeanlæg, hvorfra der er forbindelse til Mogenstrup og Sevel. Herfra passerer den øst for Sebstrup og vest for Bærs. 
Motortrafikvejen ender i Herningvej vest for Bærs, hvorfra vejen fortsætter som almindelig hovedlandevej mod Skive.